# صموئيل آدامز (سياسي)
صموئيل آدامز (بالإنجليزية: Samuel Adams)‏ هو سياسي أمريكي، ولد في 5 يونيو 1805 في مقاطعة هاليفاكس في الولايات المتحدة، وتوفي في 27 فبراير 1850 في مقاطعة سالين في الولايات المتحدة. حزبياً، نشط في الحزب الديمقراطي. وقد انتخب Treasurer of Arkansas ‏ (1845 – 1849) وانتخب عضو مجلس ولاية أركنساس وانتخب حاكم أركنساس ‏ (29 أبريل 1844 – 5 نوفمبر 1844).